# Brachycephalus ferruginus
Espèce
Statut de conservation UICN

 DD  : Données insuffisantes
Brachycephalus ferruginus est une espèce d'amphibiens de la famille des Brachycephalidae.

## Répartition
Cette espèce est endémique du Paraná au Brésil. Elle se rencontre à 1 200 m d'altitude sur le pic Marumbi dans la municipalité de Morretes.

## Description
Les mâles mesurent de 11,6 à 12,5 mm et les femelles de 13,0 à 14,5 mm

## Publication originale
- Alves, Ribeiro, Haddad & Dos Reis, 2006 : Two new species of Brachycephalus (Anura: Brachycephalidae) from the Atlantic Forest in Parana State, southern Brazil. Herpetologica, vol. 62, n. 2 p. 221-233 (texte intégral).